# Joel Rosario
Joel Rosario, född 14 januari 1985, är en dominikansk jockey. verksam i USA. Inom loppet av fem veckor 2013 red han vinnarna av Dubai World Cup och Kentucky Derby.

## Karriär
Den 11 december 2009 tangerade Rosario ett rekord på Hollywood Park Racetrack, då han tog sex segrar på en och samma dag. Tidigare hade bedriften uppnåtts av Hall of Fame- jockeyerna Bill Shoemaker (1953, 1970), Laffit Pincay, Jr. (1968) och Kent Desormeaux (1992).
Den 30 mars 2013 segrade Rosario i Dubai World Cup på Meydan Racecourse i Dubai, tillsammans med den amerikansktränade hingsten Animal Kingdom. Samma år, den 4 maj 2013, segrade han i Kentucky Derby tillsammans med Orb. Den 20 juni 2013 vann Rosario Norfolk Stakes ombord på No Nay Never på Royal Ascot och slog banrekordet för tvååringar över 5 furlongs. 2014 segrade han i Belmont Stakes med Tonalist, och i april 2015 tog han sin 2 000:e seger i karriären.
Den 13 november 2020 tog Rosario sin 3 000:e segrer i karriären, tillsammans med Hit the Woah på Aqueduct Racetrack.